# Prospero Intorcetta
Prospero Intorcetta (Piazza Armerina 1626 - Hangzhou 1696) jesuita italià, missioner a la Xina a principis de la dinastia Qing.

## Biografia
Prospero Intorcetta va néixer el 28 d'agost de 1625 a Piazza Armerina (Província d'Enna), Regne de Sicília. Va estudiar dret al Siculorum Gymnasium de Catania. El 31 de desembre de 1642 va entrar amb el seu germà gran al noviciat de Messina de la Companyia de Jesús.
Del 1644 a 1646 va estudiar teologia i humanitats al col·legi San Francesco Saverio de Palerm. També va estudiar filosofia i física. Durant un any (1649) va fer de professor de gramàtica a Messina, a Vizzini (1649-1650) i a Caltanissetta (1650-1651).

### Primera etapa a la Xina
En una carta del 20 de setembre de 1646 va demanar al general de la Companyia, Vincenzo Carafa poder ser enviar a les missions. El 4 d'abril de 1657 va embarcar a Vidigueira (Portugal ) amb Martino Martini i un grup de 15 jesuïtes per anar cap a Macau. El seu vaixell va ser assaltat per un corsari francès a l'alçada del port d'Alacant i un cop pagat el rescat va tornar a iniciar el viatge des de Gènova cap a Lisboa; no va arribar a Macau fins a principis de 1659.
A la Xina va fer activitat evangelitzadora a Jianchang (actual Nanchang) a la província de Jiangxi, on va construir una església i una impremta amb tipus tipogràfics llatins i xinesos.
Les persecucions del 1665 el van obligar a anar cap a Pequín i després a Canton.
A la Xina va utilitzar el nom de Yin Douze (殷鐸澤).

### Retorn a Europa
A principis de 1669 va tornar cap a Roma on hi va arribar el 1671. A Roma va haver de donar explicacions als cardenals de Propaganda Fide per tot el relacionat amb la Controvèrsia dels ritus, amb in informe titulat "Compendiosa narratione dello stato della missione cinese dall'anno 1581 fino al 1669." Les gestions internes van fer que el general de la Juan Pablo Oliva li prometés enviar més missioners i la possibilitat de construir una escola i un noviciat.

### Segona etapa a la Xina
Al seu retorn va obrir un noviciat a Hangzhou. A l'arribada dels "matemàtics del rei" els cinc jesuïtes francesos enviats pel rei Lluis XIV, va tenir un paper important per facilitar la seva entrada a la cor de l'emperador Kangxi.
El 1684 va ser nomenat Visitador de la Companyia de Jesús pel Japó i laXina i posteriorment viceprovincial de China (1686-1690).
Va morir a Hangzhou (Xina) el 3 d'octubre de 1696.

## Obres

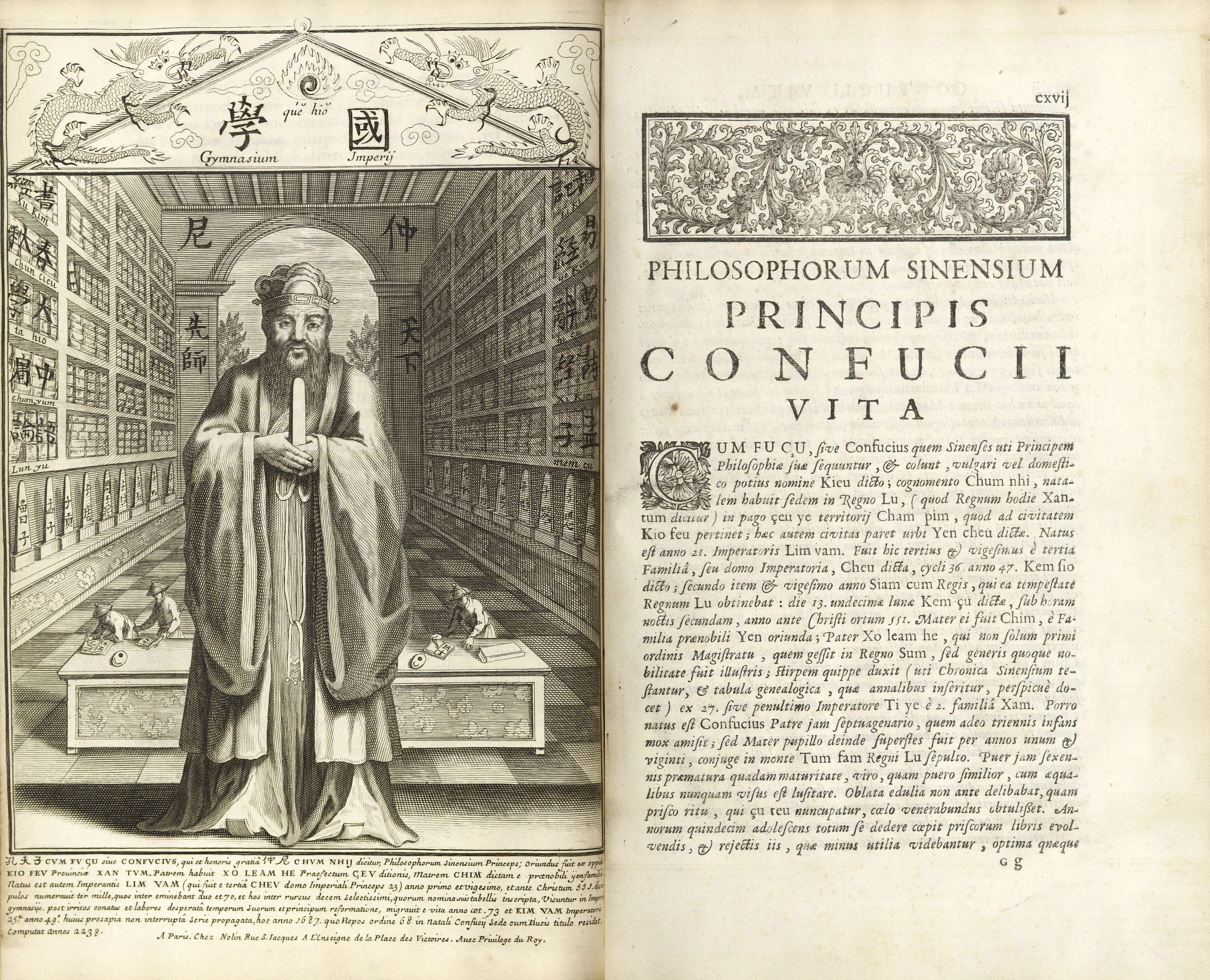
Edició en llati del "Confucius Sinarum" (1687)

Intorcetta amb els jesuïtes flamencs Philippe Couplet i François de Rougemont, i l'austríac Christian Herdtrich, en un treball iniciat pel jesuïta portuguès Inácio da Costa,van ser un dels primers traductors del xinès al llatí dels Analectes de Confuci - Lún Yu 论语- : " Confucius Sinarum Philosophus, sive scientia sinensis latine exposita" que va ser publicada a Paris el 1687,i que va tenir una gran repercussió a Europa.
Va traduir els "Exercicis Espirituals" de San Ignasi al xinès.